# Lavamünder Straße
Die Lavamünder Straße (B 80) ist eine Landesstraße B in Österreich. Sie verläuft auf einer Länge von 22 Kilometer von Ruden zur Staatsgrenze nach Slowenien nahe dem Markt Lavamünd. Die Straße verläuft stets entlang der Drau.

## Geschichte
Die Unterdrauburger Straße zwischen Klagenfurt und der Staatsgrenze bei Unterdrauburg gehört zu den Bundesstraßen, die durch das Bundesgesetz vom 8. Juli 1921 eingerichtet wurden. Die nach 1930 ausgebaute Packer Straße übernahm den westlichen Streckenabschnitt zwischen Klagenfurt und Völkermarkt, die Unterdrauburger Straße verlor an Bedeutung und endete fortan in Völkermarkt. Bis 1938 wurde die Unterdrauburger Straße als B 32 bezeichnet, nach dem Anschluss Österreichs wurde die Unterdrauburger Straße bis 1945 als Reichsstraße 334 bezeichnet. Auf slowenischer Seite wird die Straße durch die Glavna cesta  fortgesetzt.
Am 3. April 2003 wurde der Verlauf der Lavamünder Straße per Gesetz vom Kärntner Landtag verkürzt, so dass sie nicht mehr in Völkermarkt, sondern erst in Ruden beginnt. Der aufgelassene Streckenabschnitt wird fortan als L 127 Rudener Straße und damit als Landesstraße L geführt.